# John Goodman

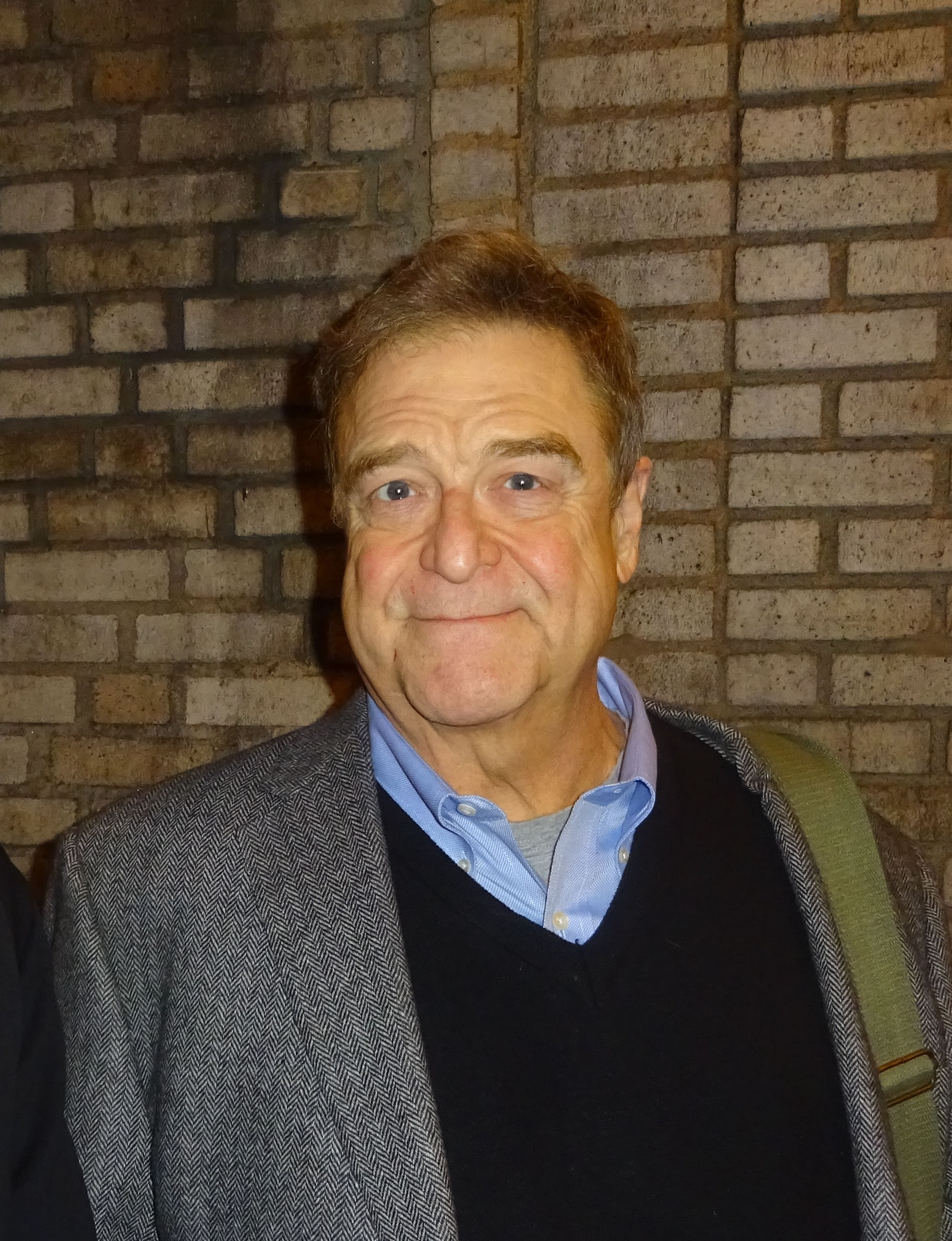
John Goodman (2016)

John Stephen Goodman (* 20. Juni 1952 in St. Louis, Missouri) ist ein US-amerikanischer Schauspieler, Sänger, Filmproduzent und Komiker. Bekannt wurde er unter anderem durch die Rolle des Dan Conner in der Sitcom Roseanne und seine Auftritte in sechs Kinofilmen der Coen-Brüder. Goodman ist unter anderem Golden-Globe- und Saturn-Award-Preisträger.

## Leben und Karriere
Nach der High School besuchte John Goodman die Missouri State University und nahm Schauspielunterricht. Nebenbei arbeitete er als Türsteher. 1985 gab er in New York City mit dem Stück Big River sein Broadway-Debüt.
Seine ersten Fernsehauftritte hatte Goodman in einem Werbespot der Fast-Food-Kette Burger King und der Sesamstraße. Es folgten größere Rollen in den Filmen The Big Easy – Der große Leichtsinn und Arizona Junior, für den er erstmals mit Ethan und Joel Coen zusammenarbeitete, die in ihm eine verwandte Seele fanden. 1988 gelang ihm als Familienvater Dan Conner in der Sitcom Roseanne der Durchbruch. Für diese Rolle erhielt er 1993 den Golden Globe als bester Hauptdarsteller einer Comedyserie. Ein Jahr nach Beginn der Serie folgte sein erster Auftritt in der legendären Comedy-Show Saturday Night Live.
Zu Goodmans größten Kinoerfolgen zählen die Filme Flintstones – Die Familie Feuerstein, King Ralph, Coyote Ugly, Endstation Sehnsucht, Good Vibrations – Sex vom anderen Stern sowie die Arbeiten der Coen-Brüder, mit denen er sechsmal zusammenarbeitete (Arizona Junior, Barton Fink, Hudsucker, The Big Lebowski, O Brother, Where Art Thou? und Inside Llewyn Davis). In Blues Brothers 2000, der Fortsetzung von Blues Brothers, übernahm er 1998 eine Rolle an der Seite von Dan Aykroyd. 2000 bekam er eine eigene Sitcom namens Normal, Ohio, die jedoch bereits nach der ersten Staffel abgesetzt wurde. Auch seine nächste Sitcom, Center of the Universe (2004), floppte und wurde schnell wieder abgesetzt. 2003 bis 2004 spielt er in der Serie The West Wing den fiktiven republikanischen Präsidenten Glenallen Walken.

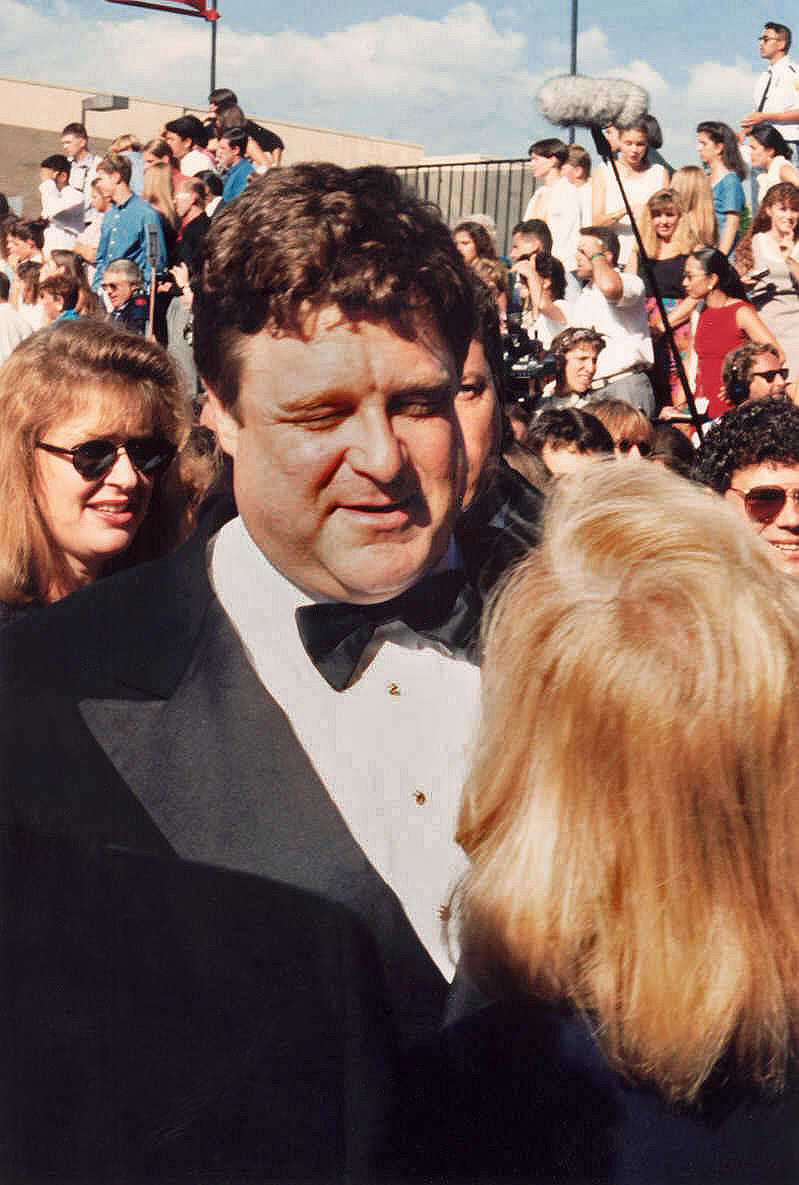
Goodman bei der Emmy-Verleihung 1994

Im Theater spielte er die Rolle des Geist der gegenwärtigen Weihnacht in A Christmas Carol. Ab 2007 übernahm Goodman (wie bereits in Ein Königreich für ein Lama und dessen Fortsetzung Ein Königreich für ein Lama 2 – Kronks großes Abenteuer) die Synchronsprecher-Rolle von Patcha in Kuzco’s Königsklasse. In der ersten Staffel war diese Rolle noch von Fred Tatasciore eingesprochen worden. 2009 übernahm er wieder eine Sprechrolle, und zwar „Big Daddy“ La Bouff in Disneys Küss den Frosch. Weitere Synchronrollen für Film und Fernsehen folgten.
2017 wurde die Serie Roseanne mit einer zehnten Staffel fortgeführt, auch Goodman kehrte als Dan Connor zurück. Nachdem Roseanne Barr gefeuert wurde, erhielt die Serie 2018 mit Die Conners ein Spinoff. Seither war Goodmann in mehr als 90 Episoden zu sehen. Parallel spielt er seit 2019 in The Righteous Gemstones mit. Sein Schaffen als Schauspieler für Film und Fernsehen umfasst mehr als 160 Produktionen.
Bei der 43. Saturn-Award-Verleihung am 28. Juni 2017 im kalifornischen Burbank erhielt Goodman seinen ersten Saturn Award als Bester Nebendarsteller für 10 Cloverfield Lane. 2013 wurde Goodman mit der Disney Legends ausgezeichnet. Am 14. November 2013 bekam er seinen Stern auf dem Hollywood Walk of Fame.

## Privates
Seit 1989 ist Goodman mit Annabeth Hartzog verheiratet, ein Jahr später wurde ihre gemeinsame Tochter geboren.
Goodman war, wie er später bekannte, bereits seit den 1980er Jahren Alkoholiker. Jeden Abend betrank er sich, bei den meisten seiner Filmauftritte stand er unter Alkoholeinfluss. Bei Theaterauftritten versteckte er oft Gläser mit Wodka in den Kulissen, weil der Tremor ihn sonst am Weiterspielen gehindert hätte. Während eines Deutschlandaufenthaltes 2006 hörte er mit dem Trinken auf und besucht seitdem regelmäßig die Treffen der Anonymen Alkoholiker.
Goodman war lange äußerlich für sein starkes Übergewicht bekannt, nahm allerdings durch Diäten bis Dezember 2021 rund 90 Kilogramm ab.

## Deutsche Sprecher
Goodmans bekannteste deutsche Synchronstimmen sind die von Helmut Krauss (Flintstones – Die Familie Feuerstein), Hartmut Neugebauer (Roseanne) und Klaus Sonnenschein (King Ralph).

## Filmografie (Auswahl)
- 1983: Kopfjagd (Eddie Macon’s Run)
- 1983: Die Polizei-Chiefs von Delano (Chiefs, Fernsehserie, eine Episode)
- 1984: Die Rache der Eierköpfe (Revenge of the Nerds)
- 1984: C.H.U.D. – Panik in Manhattan (C.H.U.D.)
- 1984: Maria‘s Lovers
- 1985: Sweet Dreams
- 1986: True Stories
- 1987: Der Equalizer (The Equalizer, Fernsehserie, eine Episode)
- 1987: The Big Easy – Der große Leichtsinn (The Big Easy)
- 1987: Die diebische Elster (Burglar)
- 1987: Arizona Junior (Raising Arizona)
- 1988–1997, 2018: Roseanne (Fernsehserie)
- 1988: Punchline – Der Knalleffekt (Punchline)
- 1989: Sea of Love – Melodie des Todes (Sea of Love)
- 1989: Always – Der Feuerengel von Montana (Always)
- 1990: Stella
- 1990: Arachnophobia
- 1991: King Ralph
- 1991: Barton Fink
- 1992: The Babe – Ein amerikanischer Traum (The Babe)
- 1993: Matinée (Matinee)
- 1993: Blondinen küßt man nicht (Born Yesterday)
- 1993: Vier Dinos in New York (We’re Back! A Dinosaur’s Story)
- 1994: Hudsucker – Der große Sprung (The Hudsucker Proxy)
- 1994: Flintstones – Die Familie Feuerstein (The Flintstones)
- 1995: Kingfish (Kingfish: A Story of Huey P. Long)
- 1995: Endstation Sehnsucht (A Streetcar Named Desire)
- 1996: Schatten der Schuld (Mother Night)
- 1997: Ein Fall für die Borger (The Borrowers)
- 1998: Dämon – Trau keiner Seele (Fallen)
- 1998: The Big Lebowski
- 1998: Dirty Work
- 1998: Blues Brothers 2000
- 1999: Mit hohem Einsatz (The Runner)
- 1999: Bringing Out the Dead – Nächte der Erinnerung (Bringing Out the Dead)
- 1999: Reiter auf verbrannter Erde (The Jack Bull, Fernsehfilm)
- 1999: The Runner
- 1999: Future Man (Fernsehserie, 2 Episoden)
- 2000: Good Vibrations – Sex vom anderen Stern (What Planet Are You From?)
- 2000: O Brother, Where Art Thou? – Eine Mississippi-Odyssee (O Brother, Where Art Thou?)
- 2000: Coyote Ugly
- 2000: Normal, Ohio (Fernsehserie, 7 Episoden)
- 2000: Die Abenteuer von Rocky & Bullwinkle (The Adventures of Rocky and Bullwinkle)
- 2000: Schweine nebenan (Pigs Next Door, Fernsehserie, Stimme)
- 2000: Ein Königreich für ein Lama (The Emperor’s New Groove, Stimme von Patcha)
- 2001: My First Mister
- 2001: Eine Nacht bei McCool’s (One Night at McCool’s)
- 2001: Storytelling
- 2001: Die Monster AG (Monsters, Inc., Stimme von James P. Sullivan)
- 2002: Dirty Deeds
- 2003–2004: The West Wing – Im Zentrum der Macht (The West Wing, Fernsehserie)
- 2003: Das Dschungelbuch 2 (The Jungle Book 2, Stimme von Balu)
- 2003: Masked and Anonymous
- 2004: Beyond the Sea – Musik war sein Leben (Beyond the Sea)
- 2005: Marilyn Hotchkiss Ballroom Dancing & Charm School
- 2005: Ein Königreich für ein Lama 2 – Kronks großes Abenteuer (Kronk’s New Groove, Stimme von Patcha)
- 2006: Cars (Stimme von James P. „Sulley“ Sullivan Truck)
- 2006: Der Weihnachtsmann streikt (The Year Without a Santa Claus, Fernsehfilm)
- 2007: Evan Allmächtig (Evan Almighty)
- 2007: Death Sentence – Todesurteil (Death Sentence)
- 2008: Speed Racer
- 2008: Gigantic
- 2009: Shopaholic – Die Schnäppchenjägerin (Confessions of a Shopaholic)
- 2009: Mord in Louisiana (In the Electric Mist)
- 2009: Alabama Moon – Abenteuer Leben (Alabama Moon)
- 2009: Die Päpstin (Pope Joan)
- 2009: Küss den Frosch (The Princess and the Frog, Stimme von Eli LaBouff)
- 2010: Ein Leben für den Tod (You Don’t Know Jack, Fernsehfilm)
- 2010–2011: Treme (Fernsehserie, 11 Episoden)
- 2011: Extrem laut & unglaublich nah (Extremely Loud & Incredibly Close)
- 2011: Red State
- 2011: Damages – Im Netz der Macht (Damages, Fernsehserie, 10 Episoden)
- 2011–2012: Community (Fernsehserie, 6 Episoden)
- 2011: The Artist
- 2012: Argo
- 2012: ParaNorman (Stimme von Mr. Prenderghast)
- 2012: Back in the Game
- 2012: Die Qual der Wahl (The Campaign)
- 2012: Flight
- 2013: Hangover 3 (The Hangover: Part III)
- 2013: Inside Llewyn Davis
- 2013: Die Monster Uni (Monsters University, Stimme von James P. Sullivan)
- 2013: Prakti.com (The Internship)
- 2013–2014: Alpha House (Webserie)
- 2014: Monuments Men – Ungewöhnliche Helden (The Monuments Men)
- 2014: Transformers: Ära des Untergangs (Transformers: Age of Extinction, Stimme von Hound)
- 2014: The Gambler
- 2015: Alle Jahre wieder – Weihnachten mit den Coopers (Love the Coopers)
- 2015: Trumbo
- 2016: 10 Cloverfield Lane
- 2016: Ratchet & Clank (Stimme von Grimroth)
- 2016: Boston (Patriots Day)
- 2017: Kong: Skull Island
- 2017: Transformers: The Last Knight (Stimme)
- 2017: Once Upon a Time in Venice
- 2017: Atomic Blonde
- 2017: Valerian – Die Stadt der tausend Planeten (Valerian and the City of a Thousand Planets, Stimme)
- 2018–2025: Die Conners (The Conners, Fernsehserie)
- 2018: Black Earth Rising (Netflixserie)
- seit 2019: The Righteous Gemstones (Fernsehserie)
- 2019: Captive State
- seit 2021: Monster bei der Arbeit (Monsters at Work, Fernsehserie, Stimme von James P. Sullivan)
- 2023: Monarch: Legacy of Monsters (Fernsehserie, eine Folge)
- 2025: Die Schlümpfe: Der große Kinofilm (Smurfs, Stimme von Papa Schlumpf)